# Hondo (rijeka)
Hondo, ili Rio Hondo je rijeka u Srednjoj Americi, dugačka 209 km, a teče prema sjeveroistoku do ušća u zaljevu Chetumal u Karipskom moru. Veći dio granice između Meksika i Belizea čini tok ove rijeke.
Rijeku tvore manje pritoke poput Blue Creeka i Chan Chicha (Rio Bravo) koje izviru u Gvatemali i rijeke Booth's koja izvire u okrugu Orange Walk na zapadu Belizea. Pritoke se sastaju u blizini naselja Blue Creek Village, s beliške strane i naselja La Unión s meksičke strane. Rijeka nastavlja teći prema sjeveroistoku uz nekoliko naselja sve do ušća u zaljevu Chetumal. Chetumal, glavni grad meksičke države Quintana Roo i ujedno najvažnija luka ovog područja leži u blizini ušća rieke u Karipsko more.
Nekoliko važnih arheoloških nalazišta iz pretkolumbovske civilizacije Maja nalazi se u porječju rijeke.
Rijeka se spominje u himni Belizea, Land of the Free:
...
Our fathers, the Baymen, valiant and bold
Drove back the invader; this heritage hold
From proud Rio Hondo to old Sarstoon,
Through coral isle, over blue lagoon;
...

## Vanjske poveznice
|  | Zajednički poslužitelj ima još gradiva o temi Hondo (rijeka) |

- Zemljovid s položajem rijeke